# Kilat-i Nadiri
Kilat-i Nadiri (també Kalat-i Nadiri, anteriorment només Kalat) fou una famosa fortalesa a l'Àsia central a uns 110 km de Mashad a la frontera entre Iran i Turkmenistan en una branca de les muntanyes Karadjdagh en una vall elevada (entre 700 i 900 metres) i trenta km de llarg; al nord i sud les muntanyes no es poden escalar i tenen una altura de 240 a 300 metres, presentant només cinc obertures, el que la convertia en una fortalesa natural fàcil de defensar a l'oest i est.
El 1284 després de ser derrotat per l'Il-kan Teguder, el rebel Arghun s'hi va refugiar. El 1382 el cap dels Ja'un-i Qurban, Ali Beg ibn Arghun Shah, revoltat contra Tamerlà, es va tancar a la fortalesa que era una de les mes fortes de l'Iran. Timur li va oferir anar al seu campament i seria perdonat, però Ali confiava en la qualitat d'impregnable de Kalat i va rehusar. La fortalesa fou assetjada i les forces de Timur van assolar les terres a l'entorn d'Abiward que pertanyien a Ali Beg. Va fer córrer el rumor de que marxava cap al Gurgan contra Amir Wali, i sobtadament va tirar enrere i va tornar a Kalat. Confiat Ali Beg en la marxa de Timur havia deixat sortir a pasturar a tots els ramats tancats a Kalat. Inesperadament Timur va tornar i va destrossar tot arribant a la porta de Kalat, porta anomenada de les Quatre Ciutats, on va instal·lar el seu tron. Kalat fou atacada per tots costats: Miran Xah per la porta de Dehia; Mirza Ali, fill de Muvayad Arlat, per la part de Lohra; Hajji Saif al-Din per la porta dita d'Arghun Shah; i Umar Xaikh a un altre porta. Ali Beg va escriure a Timur una carta de submissió absoluta i demanava a Timur que anés a rebre la seva submissió a la porta de la fortalesa amb pocs soldats i després un dia de marge per sortir per poder en aquell dia demanar el perdó; Ali Beg ibn Arghun Shah va preparar una emboscada en el camí a la porta de la fortalesa però no els va sortir be. Timur que ni se’n va assabentar, va anar a rebre la submissió i com que no es va presentar es va retirar al cap d'una estona. Quan Timur va saber el que se li havia preparat va entrar en colera i va ordenar un assalt general (maig de 1382); els mekrit i els badakhxanesos van encapçalar l'atac; les forces timúrides van aconseguir èxits parcials però la fortalesa encara resistia, si bé amb moltes dificultats. Ali Beg veient-ho tot perdut va enviar un missatge a Timur, demanant una treva per aquella nit i al dia següent s'entregaria. Va enviar l'acord signat i juramentat a través de Nikruz i de Muhammad Shaikh Hajji, els dos principals amirs dels Ja’un-i Qurban després d'Ali Beg, i amb la germana Kand Sultan, que havia estat la promesa de Muhammad Sultan, net de Timur. L'emperador els va rebre i va ordenar parar l'atac. L'endema Timur va esperar a la porta la sortida d'Ali Beg que va demanar perdó humilment i va suplicar per la seva vida, demanant altre cop 24 hores per anar a agenollar-se davant del tron; va utilitzar les 24 hores concedides en fortificar el camí de Lohra i altres llocs per on les forces timúrides havien pogut escalar i podrien entrar. L'endemà tornava a estar tancat dins de la fortalesa sense complir la promesa que havia fet. Després de 14 dies Timur va decidir abandonar Kalat i es va dirigir a la fortalesa de Kahkaha (entre Abiward i Kalat) que havia estat destruïda i que ara fou restaurada en nomes dos dies i dos nits; s'hi va instal·lar una guarnició i es va donar el govern a Hajji Khoja. Syorgatmish Khan, Mirza Ali i Shaikh Ali foren enviats a controlar els camins d'accés a Kalat de manera que la fortalesa va esdevenir una presó on no es podia ni entrar ni sortir. Deixant rodejada Kalat, Timur va marxar Les forces assetjants van localitzar un punt dèbil a Kalat, un pas pel que Shaikh Ali Bahadur havia pogut pujar a la fortalesa sense ser reparat amb només alguns servidors, però en ser de nit s'havia perdut i finalment havien estat descoberts i s'havia iniciat la lluita amb baixes pels dos costats; Ali Bahadur fou finalment capturat i portat a Ali Beg ibn Arghun Shah; llavors es van abraçar en signe de pau i amistat i Ali Bahadur va ser allotjat a casa d'Ali Beg i van estar de conversa alguns dies. Ali Beg esperava que Ali Bahadur intercediria per ell davant de Timur. Tamerlà estava acamapat a la plana de Radkan, a finals del 1382; allí van acudir Ali Bahadur amb Ali Beg ibn Arghun Shah al que es va permetre baixar el tapis del tron; Ali Beg portava un sabre al coll i un sudari, signe màxim de submissió (el sabre significava que estava disposat a lluitar pel príncep i el sudari a morir per ell). Timur va perdonar a Ali Beg i li va fer algunes concessions, així com a Ali Bahadur al qual li va concedir la senyoria hereditària (Syourgal) de Radkan.
El 1389 l'amir Hajji Beg (germà petit d'Ali Beg ibn Arghun Shah, l'antic amir dels Ja’un-i Qurban) amb les guarnicions de Tus i Kalat i aliat a alguns membres dels sarbadars, es va revoltar. Fou enviat a reprimir la revolta el fill de Tamerlà, Miran Shah. Aquest va arribar a la regió de Bahrabard on va trobar a les forces del sarbadàrida rebel a las que va atacar i va derrotar; només el cap rebel Malek va poder fugir ferit, amb dos o tres guàrdies, cap a Pèrsia.
El estiu de 1405 s'hi va revoltar l'amir Sulayman Xah. Xah Rukh va enviar a Jahan Malik a parlamentar amb Sulayman Xah però no hi va haver acord i a la tornada de Jahan Malik, el sobirà de Khurasan va enviar contra Kalat a l'amir Midrab Bahadur. Quan l'atac a Kalat era imminent, Sulayman Xah va fugir i es va dirigir a Samarcanda. Said Khoja va ser enviat a la fortalesa per fer inventari i destruir-la però després, el 1406, quan es va revoltar ell mateix, la va utilitzar com a base. Poc després, el mateix 1406, Xah Rukh va nomenar governador de Tus, Kalat, Abiward, Kabuixan, Yazar, Sabzawar i Nixapur en la persona del seu fill el príncep Mughith al-Dawla Ulugh Beg
El 1741 Nadir Shah que l'havia utilitzat com un dels seus quarters generals contra els afganesos de Pèrsia, hi va depositar el seu tresor. A la mort de Nadir Shah el seu fill Rida Kuli i altres 15 membres de la família van ser executats en aquest lloc pel futur Adil Shah.